# Лариса Кобелянська
Лариса Кобелянська (нар. у с. Панютіно, Лозівського району, Харківської області) - кандидатка філософських наук, доцентка, координаторка Громадської ради з гендерних питань при МФО "Рівні можливості", керівниця Програми рівних можливостей жінок ПРООН. Заступниця віце-президента Національної академії державного управління при Президентові України (2012–2013). Директорка департаменту сімейної і гендерної політики Міністерства соціальної політики (2013-2014). 

## Біографія
Закінчила філософський факультет Київського університету ім. Тараса Шевченка, аспірантуру Інституту філософії НАН України. Після закінчення університету працювала у Дніпропетровську гірничому інституті, Інституті філософії НАН України, Національному транспонтному університеті.
Керівниця проектів «Гендерна освіта в Україні» (2000–2001), «Гендерна експертиза українського законодавства» (2000–2001), проект ПРООН-SIDA «Програма рівних можливостей» (2001–2003, 2003–2008), проект ПРООН-ЄС «Програма рівних можливостей та прав жінок в Україні» (2008–2011).  
У 1992 році долучилася до Всеукраїнської громадської організації «Жіночої громади», очолюваною Марією Драч. 
У 1995 була учасницею IV Всесвітній конференції зі становища жінок (м.Пекін), де було ухвалено Пекінську декларацію та Платформу дій, у яких ішлося, зокрема, про вживання всіх можливих заходів для ліквідації всіх форм дискримінації щодо жінок і дівчат та усунення всіх перешкод на шляху досягнення рівності між чоловіками й жінками, покращення становища жінок і розширення їхніх прав.
У 1997 році була у числі співзасновників Всеукраїнськох громадської організації "Ліга жінок-виборців України "50/50", яку очолювала до 2018 року. 
З 2014 року - радниця Міністра соціальної політики.

## Громадська діяльність

### Законодавча діяльність
Лариса Кобелянська – популяризаторка забезпечення конституційних політичних прав жінок, поборниця паритетного представництва жінок в парламенті. Під час роботи в проекті ПРООН в Україні ініційовані зміни в державному управлінні та запроваджено механізм включення, застосовано гендерні ресурсні центри при обласних організаціях та питань голів обласних адміністрацій та сформовано мережу радників з гендерних питань голів обласних адміністрацій. При Кабінеті Міністрів України створено координаційну раду, яка займається питаннями гендерної рівності, протидії торгівлі людьми, розвитку сімейної політики.
Експертка з прав жінок та гендерної політики. У 2005 році під час керування проектом ПРООН був ухвалений закон «Про забезпечення рівних прав і можливостей жінок і чоловіків в Україні» Була співавторкою та керівницею авторського колективу з підготовки численних державних доповідей, у тому числі 47 Державних доповідей зі становища жінок до Комітету ООН з ліквідації всіх форму дискримінації щодо жінок.   

##### Жінки в українській політиці
Лариса Кобелянська підтримує квотування в українській політиці, а також займається питаннями популяризації представництва жінок на керівних посадах. 
“На сьогодні маємо найвищий за всю історію незалежної України показник – 12%. І все одно він значно менший, ніж середньо-європейський, який сягає 25%. А для розвинених країн, чи як того вимагають європейські стандарти – це до 40%. Зараз стоїть гостре питання – так ми за, чи ми проти паритетної участі жінок і чоловіків у політичному процесі. І ситуація навколо ґендерного квотування є своєрідним лакмусовим папірцем для суспільства"”
“Вперше вимога дотримуватися квот була у 2015 році. Зі змінами фінансування політичних партій передбачалося, що партії, які дотримуються цієї квоти, будуть мати додаткове фінансове заохочення, яке вони зможуть витратити на жінок, на підтримку ініціатив. Оскільки у законі не містилися санкції за невиконання закону, то партії легко змогли їх обійти. Під час виборів 20 із 29 взагалі проігнорували це.”

## Освітня діяльність
За сприяння Лариси Кобелянської за результатами конкурсу Програми розвитку ООН та фінансування Європейського союзу у п'ятьох університетах України (Національному педагогічному університеті імені Михайла Драгоманова, Тернопільському національному педагогічному університеті імені Володимира Гнатюка, Національному університеті «Острозька академія», Сумському державному педагогічному університеті та Університеті менеджменту) освіти були засновані програми з гендерних студій.  Більше 20 центрів гендерної освіти працювали в закладах освіти в усіх регіонах України. 
У ході проекту підтримане видання посібника «Основи теорії гендеру» (2004), шкільних підручників «Ми різні — ми рівні», інших методичних матеріалів із гендерних студій. 
Під час проведення проектів ПРООН з’явилися низка досліджень про усвідомлене батьківство,а також рухи «Чоловіки проти насильства», «Стоп насильству». Також були ініційовані проекти з політичного лідерства жінок, проекти з депутатами і депутатками всіх рівнів, державними службовцями, спрямовані на розвиток спроможності державних службовців керувати процесами досягнення рівності. 

## Громадянська позиція

#### Сексуальна освіта та питання абортів
Одна зі сфер її діяльності – популяризація сексуальної освіти та вирішення питання абортів.
“Якщо ми хочемо зменшити кількість абортів – а ця кількість і так значно зменшилась: удвічі порівняно із 2000-м роком – то ми маємо говорити про освіту, про доступність контрацептивів, і дати право сім’ї вирішувати, скільки дітей вони хочуть мати залежно від своїх моральних переконань і соціальних можливостей. І не потрібно буде наражати на конфлікт громадянське суспільство і релігійну спільноту.” 
“Насправді там, де забороняються аборти, там відкривається канал для кримінальних зловживань. Це можуть бути кримінальні аборти, які не просто руйнують життя жінок, а й ставлять їх самих на межу життя і смерті. Тому що коли це здійснюється нелегально і підпільно, то ризиків набагато більше.” 

#### Роми в Україні
Була співавторкою альтернативної доповіді щодо становища ромських жінок до Комітету ООН з ліквудації всіх форм дискримінації щодо жінок. 
Підтримує інтеграцію ромів в українське суспільство. 
“Інтегрувати ромів у суспільство потрібно з раннього віку, тому корисно направляти ромських дітей у різні навчальні заклади, а не тільки в окремі «ромські» школи. Має бути з боку держави інструмент контролю і примусу щодо батьків стосовно освіти їхніх дітей.” 

## Основні праці
1. Кобелянська, Лариса. Гендерна освіта в Україні: реалії та перспективи // Проблеми освіти: Наук.-метод. збірн. — К.: Науково-методичний центр вищої освіти, 2003. — Вип. 36. — С. 3–8.
2. Танцюра Валерій, Кобелянська Лариса. Виконання Україною конвенції ООН про ліквідацію всіх форм дискримінації щодо жінок. — К.: ПРООН, 2003. — 191 с.
3. Мельник Тамара, Кобелянська Лариса. 50/50 Сучасне гендерне мислення: Словник. — К.: К.І.С., 2005.
4. Мельник Тамара, Кобелянська Лариса. Час обирати жінок: ґендерний аналіз виборів 2006 року в Україні. — К.: КІС, 2006.
5. Кобелянська, Лариса. Стратегія врахування гендерних аспектів: підхід ООН // Жінки в політиці: міжнародний досвід для України: збірн. наук. статей. — К., 2006. — С. 66–73.
6. керівник проекту та упоряд. О. М. Пищуліна ; ред. Л. Кобелянська. Інтеграція гендеру в національні державні програми: на прикладі виконання нац. плану дій щодо поліпшення становища жінок та сприяння впровадженню гендерної рівності на 2001-2005 роки; Програма розвитку ООН в Україні, Програма рівних можливостей ПРООН. — Київ, 2006. — 90 с. — ISBN 966-7048-60-8.
7. Грабовська Ірина, Кобелянська Лариса. Ladies first: Феномен жіночого політичного лідерства в Україні. — К.: К.І.С., 2007. — 144 с.
8. Звіт Програми рівних можливостей та прав жінок в Україні за 2010 рік / Лариса Кобелянська; за ред. Юлії Щербініної. — К.: Програма розвитку ООН в Україні, 2011. — 38 с.
9. Мельник Т., Кобилянська Л. Ґендер у термінах, правових актах і пракиці перетворень: словник-довідник. — Київ : Логос, 2020. — 239 с. — ISBN 978-617-7631-96-4.

## Вибрані інтерв'ю
- Лариса Кобелянська: «В українській політиці жінка мусить бути супервумен». 15 грудня 2017 року.[11]
- Лариса Кобелянська: «Жіночі рухи недостатньо солідарні» // Громадське радіо. — 2015. — 12 липня.[12]
- Лариса Кобелянська: «Гендерна рівність історично починалася із законів про працю» // Громадське радіо. — 2016. — 11 травня.[13]
- Інтерв’ю з Ларисою Кобелянською про результати гендерних проектів в Україні // Гендер в деталях.  —2019. — 10 квітня. [3]